# Zahnlilien
Die Zahnlilien (Erythronium) sind eine Pflanzengattung innerhalb der Familie der Liliengewächse (Liliaceae). Die 27 bis 32 Arten sind fast sämtlich in den Gemäßigten Gebieten Nordamerikas verbreitet, nur eine Art, die Hundszahnlilie, findet sich in Europa. Der Name Zahnlilien leitet sich von der Zwiebel ab, deren Form an einen Hundszahn erinnert.

## Beschreibung

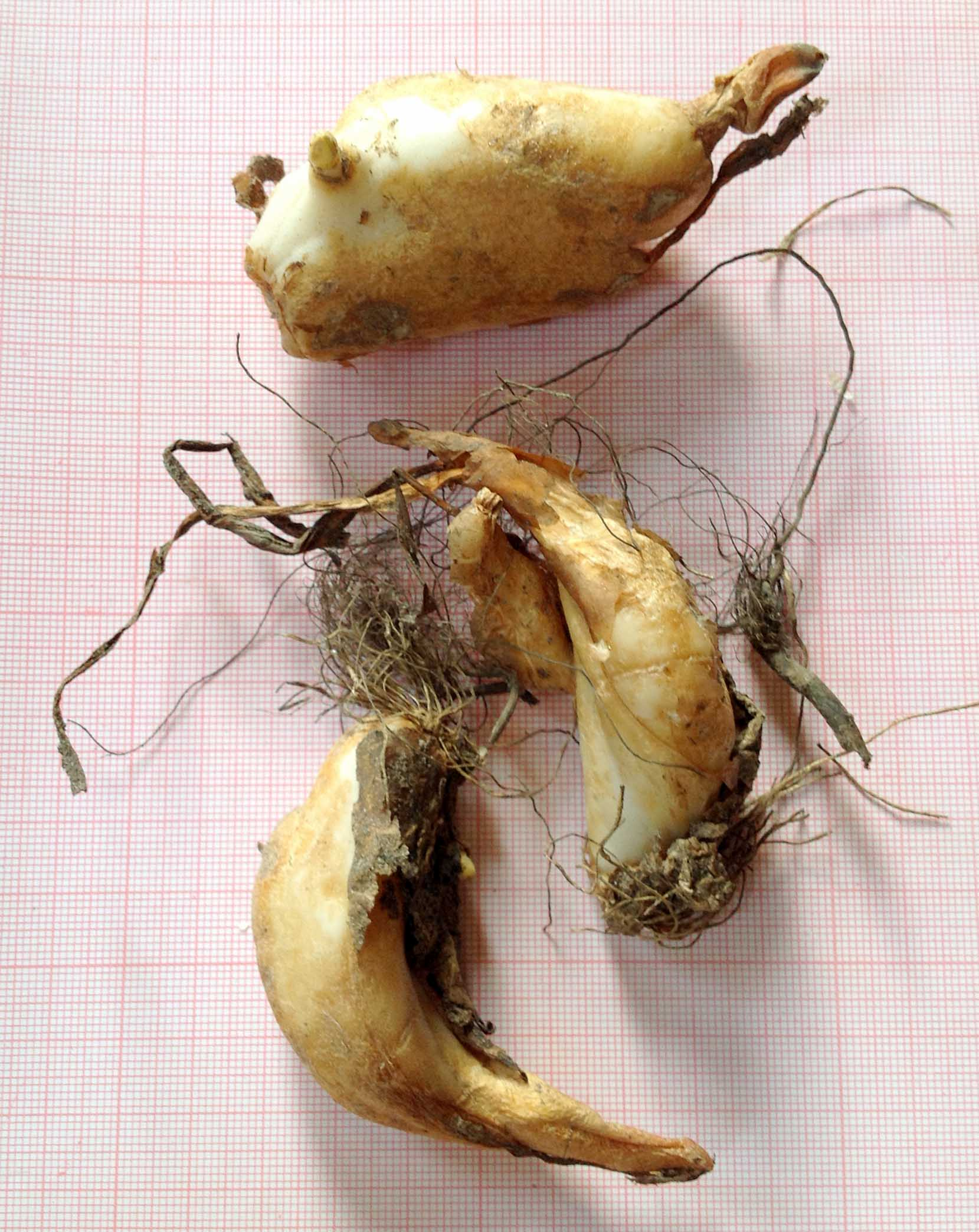
Zwiebeln der Sorte Erythronium 'Pagoda'

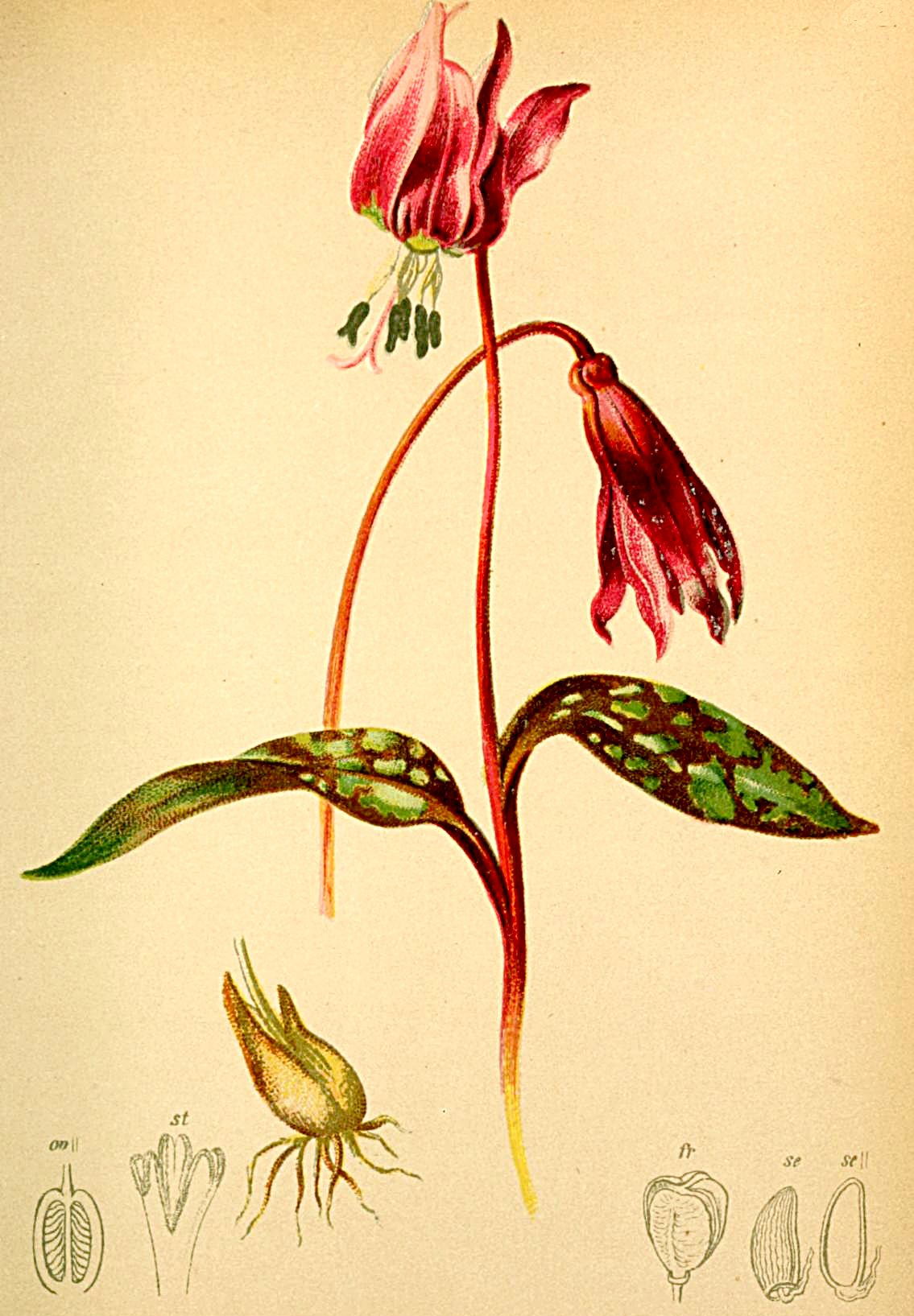
Illustration der Hunds-Zahnlilie (Erythronium dens-canis) aus Atlas der Alpenflora

### Vegetative Merkmale
Zahnlilien-Arten sind ausdauernde, krautige Pflanzen. Sie wachsen aus eiförmigen bis länglichen Zwiebeln, an denen gelegentlich kurze Rhizom-Segmente stehen. Einige Arten bilden Tochterzwiebeln, gelegentlich sitzend, gelegentlich am Ende schlanker Ausläufer. Sich auch solcherart fortpflanzende Arten zeichnen sich durch die Bildung von weniger Blüten aus als Arten ohne vegetative Fortpflanzung.
Zahnlilien besitzen während der vegetativen Phase ein bodenbürtiges, gestieltes Laubblatt, während der Blütezeit zwei. Die reingrüne oder purpurfarbene, braun oder weiß gefleckte, glatte Blattspreite ist flach bis eingefaltet und lanzettlich bis eiförmig, bei Einzelblättern breiter und erreicht eine Länge von 6 bis 60 Zentimeter.

### Generative Merkmale
Der Blütenstandsschaft ist grün, gelegentlich rot. Der endständige, traubige Blütenstand enthält ein bis zehn Blüten. Die auffälligen Blüten sind meist nickend, gelegentlich aufrecht oder seitwärts gewandt. Die zwittrigen Blüten sind meist dreizählig. Die sechs Blütenhüllblätter (vier bei Erythronium propullans) sind ausgebreitet bis zurückgebogen, weiß, gelb, pink oder violett und haben am Ansatz häufig einen kurzen gelben (gelegentlich auch andersfarbigen) Ansatz und sind lanzettlich bis eiförmig.
Die Staubfäden der sechs Staubblätter sind im Allgemeinen schlank. Der Fruchtknoten ist oberständig. Der Griffel endet in einer un- oder dreigelappte Narbe, die Lappen sind zurückgebogen oder aufrecht.
Die aufrechten Kapselfrüchte sind verkehrt-eiförmig bis länglich-rund, am äußersten Ende gerundet oder stumpf. Die Samen sind braun und verkehrt-eiförmig.
Die Chromosomengrundzahl beträgt x = 11 oder 12.

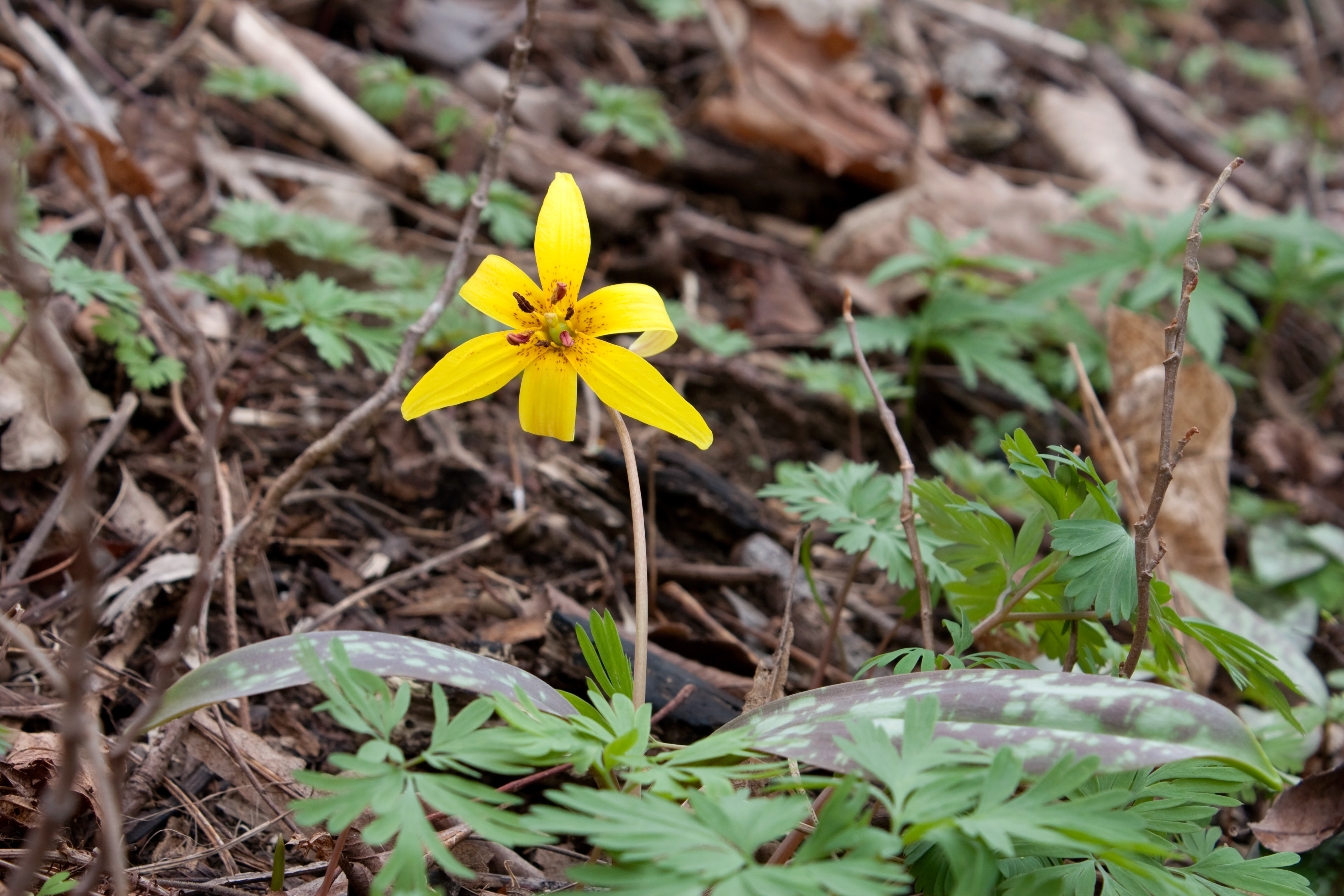
Erythronium americanum

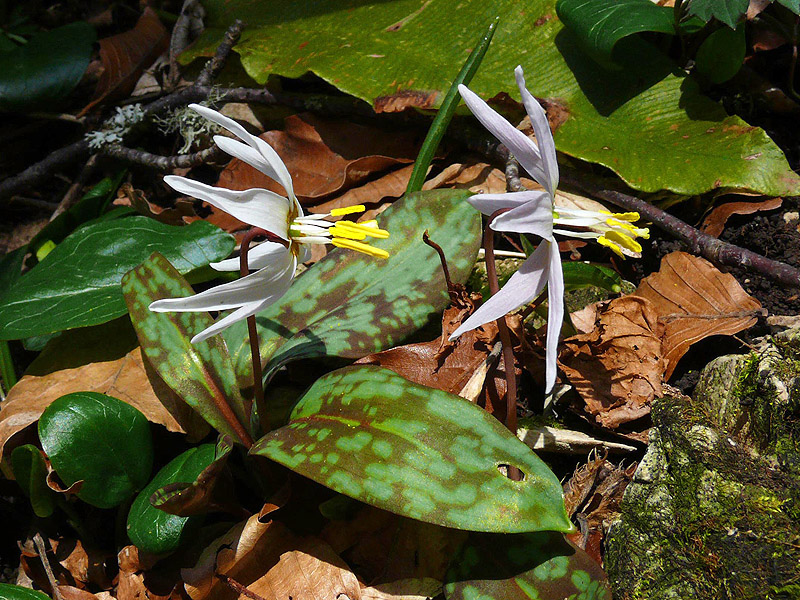
Habitus, Laubblätter und Blüten des Kaukasus-Hundszahn (Erythronium caucasicum)

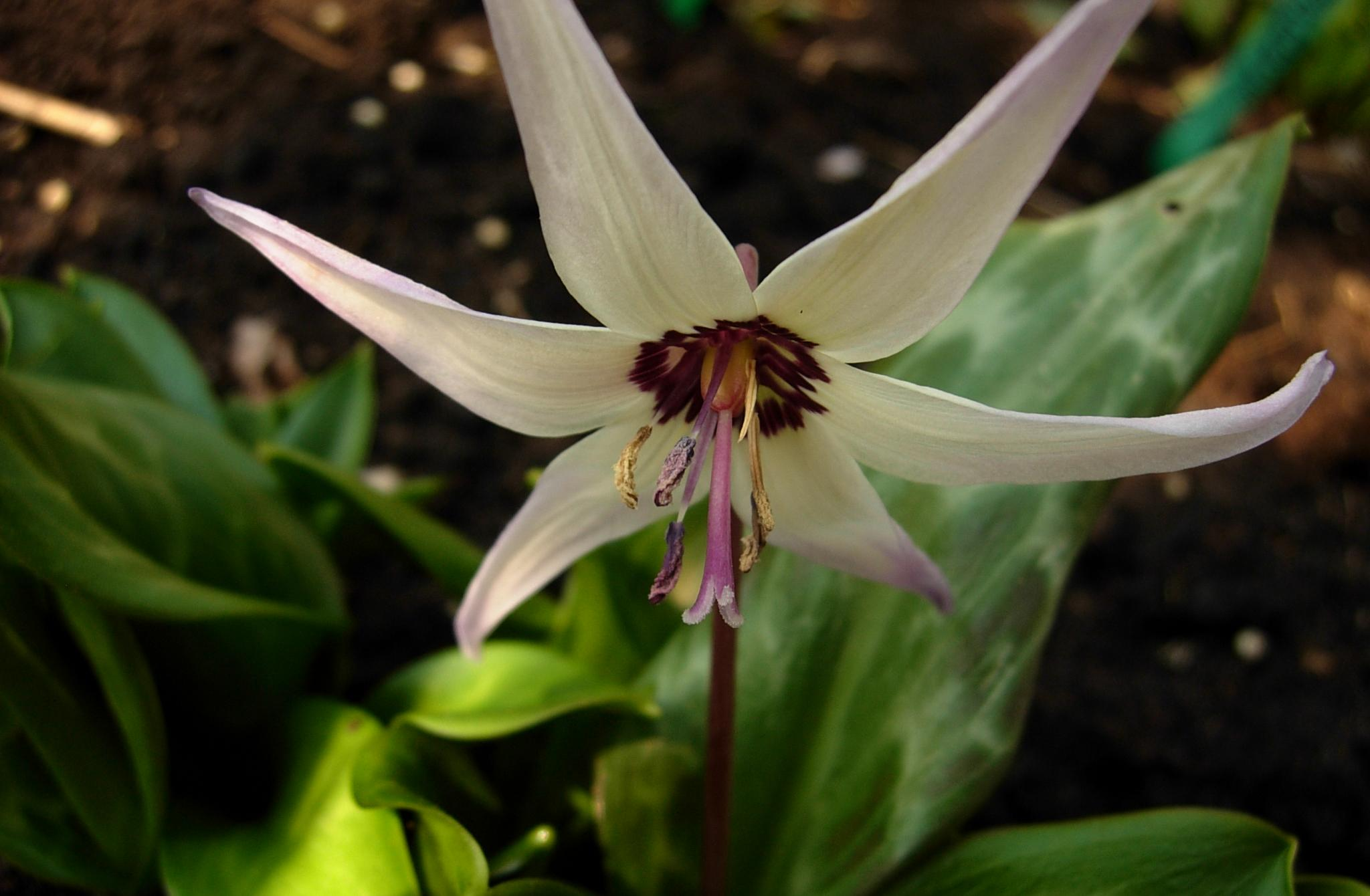
Erythronium hendersonii

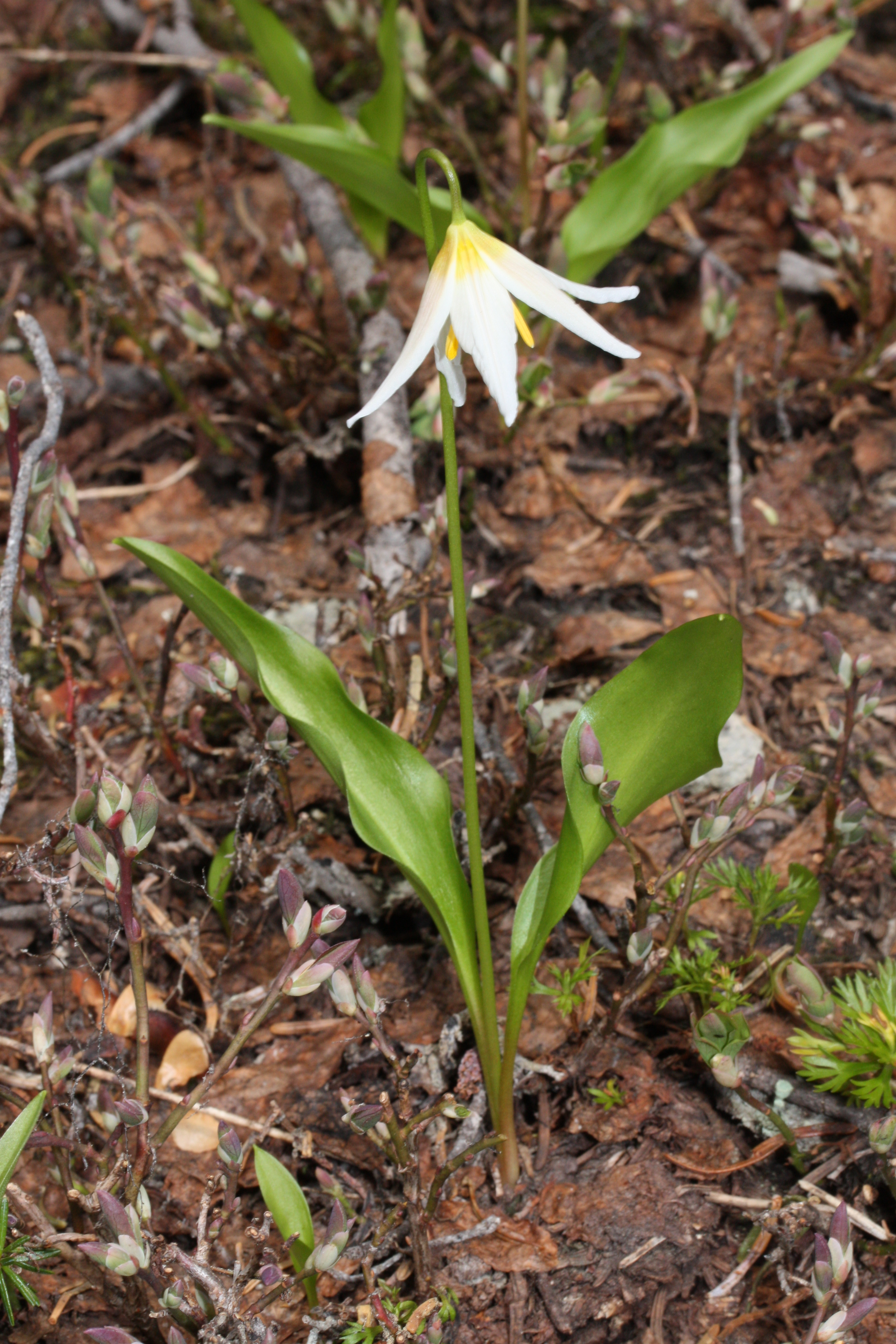
Erythronium montanum

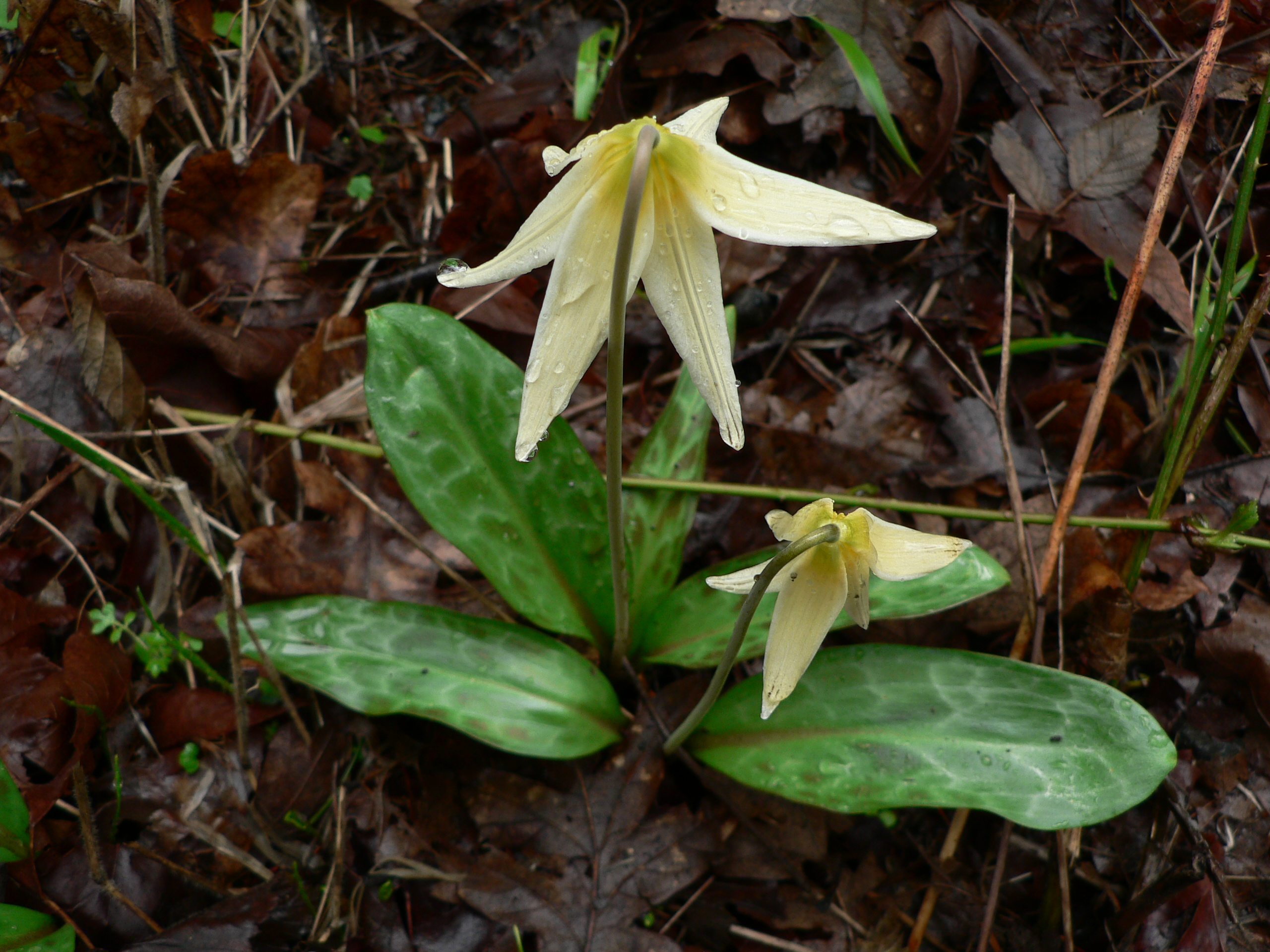
Erythronium oregonum

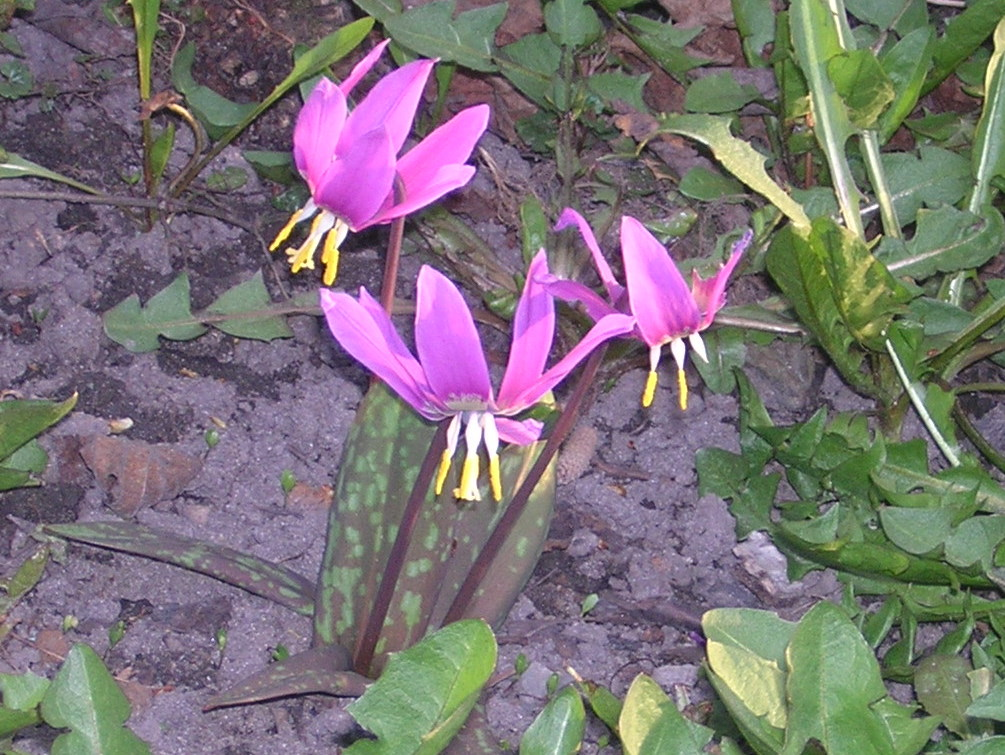
Sibirischer Hundszahn (Erythronium sibiricum)

## Systematik und Verbreitung
Die Gattung Erythronium wurde durch Carl von Linné aufgestellt. Der Gattungsname Erythronium ist vom griechischen Wort erythros für Rot, dies bezieht sich auf die Blütenfarbe von Erythronium dens-canis.
Die Gattungen Erythronium, Tulpen (Tulipa L.) und Amana Honda sind nahe verwandt. Sie gehören zur Tribus Tulipeae in der Unterfamilie Lilioideae innerhalb der Familie Liliaceae.
Die 27 bis 33 Arten gedeihen meist in Gemäßigten Gebieten. 23 Arten sind in Nordamerika verbreitet. Ein Zentrum der Artenvielfalt reicht von Oregon bis Kalifornien. Nur eine Art (die Hunds-Zahnlilie) findet sich in Europa. Sechs Arten kommen in Asien (Erythronium caucasicum, Erythronium japonicum, Erythronium krylovii, Erythronium sajanense, Erythronium sibiricum, Erythronium sulevii) vor. Sie wachsen – bis auf die Prärieart Erythronium mesochoreum – alle an kühl-gemäßigten Wald- und Bergwiesenstandorten.
Die Gattung Erythronium umfasste 2002 etwa 27; es sind einige Arten hinzugekommen und es sind seit 2011 bis zu 33 Arten:
- Erythronium albidum Nutt.: Sie ist in Nordamerika in Kanada und in den USA weitverbreitet und gedeiht in Höhenlagen von 0 bis 300 Metern.[2]
- Erythronium americanum Ker Gawl.: Sie ist mit zwei Unterarten im östlichen Nordamerika verbreitet.[2]

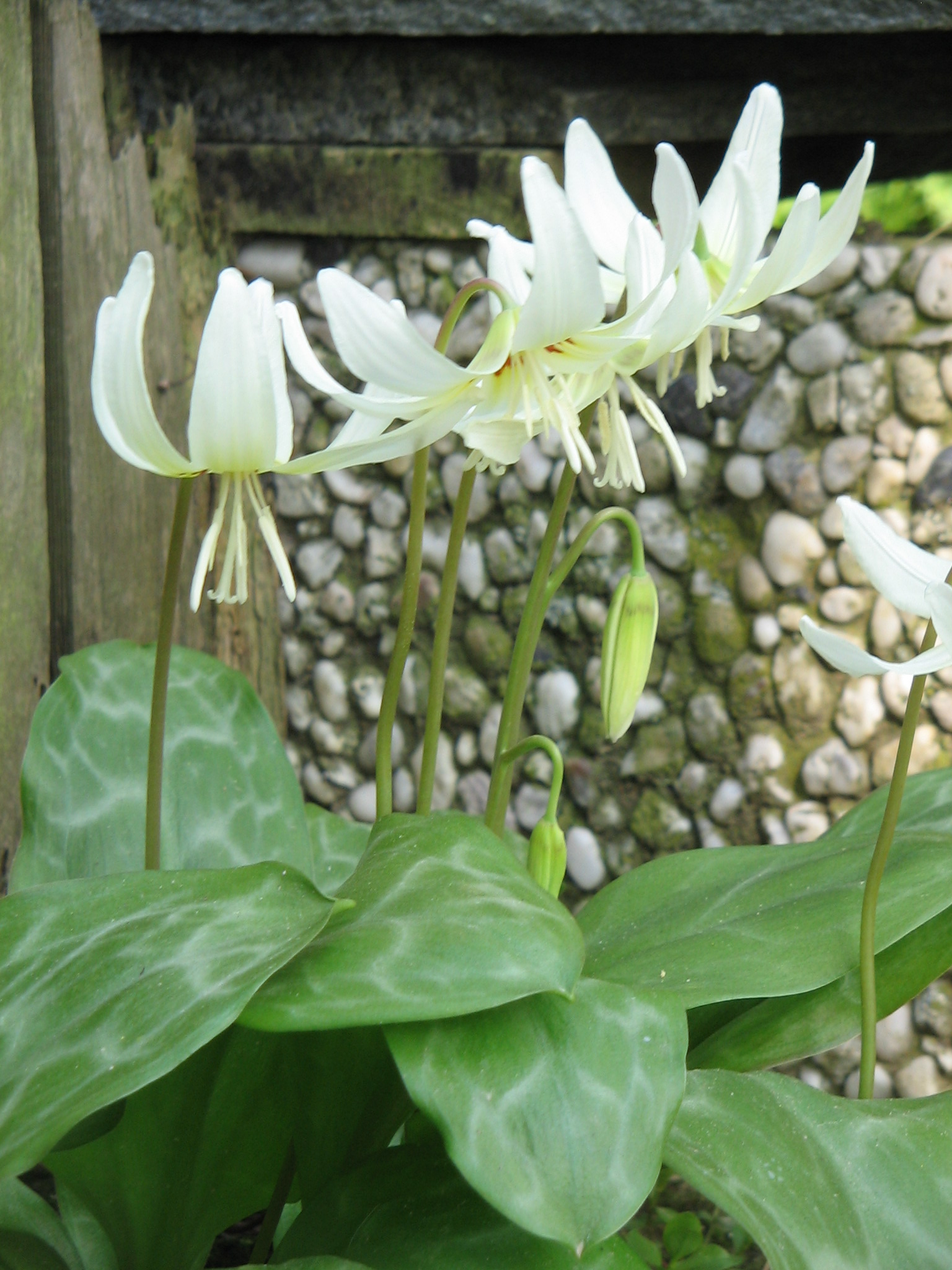
Die Sorte Erythronium 'White Beauty'

- Erythronium californicum Purdy: Sie gedeiht in Höhenlagen von 0 bis 1900 Metern im nordwestlichen Kalifornien.[2][3]
- Kaukasus-Hundszahn (Erythronium caucasicum Woronow): Das Verbreitungsgebiet reicht vom Kaukasusraum bis zum nördlichen Iran.[3]
- Erythronium citrinum S.Watson: Sie gedeiht in Höhenlagen von 100 bis 1300, selten bis 1800 Metern im südwestlichen Oregon und nördlichen Kalifornien.[2][3]
- Hunds-Zahnlilie (Erythronium dens-canis L.): Das Verbreitungsgebiet reicht von Mittel- und Südeuropa bis zur Ukraine.[3]
- Erythronium elegans P.C.Hammond & K.L.Chambers: Dieser Endemit gedeiht in Höhenlagen von 800 bis 1000 Metern nur in den „Coast Ranges“ im nordwestlichen Oregon.[2]
- Erythronium grandiflorum Pursh: Das Verbreitungsgebiet reicht von westlichen Kanada bis zum nördlichen Kalifornien.[3]
- Erythronium helenae Applegate: Sie ist ein Endemit gedeiht in Höhenlagen von 500 bis 1200 Metern nur in der Umgebung des Mount St. Helena im westlichen Kalifornien.[2][3]
- Henderson-Hundszahn (Erythronium hendersonii S.Watson): Sie gedeiht in Höhenlagen von 300 bis 1600 Metern im südwestlichen Oregon und im nordwestlichen Kalifornien.[2][3]
- Erythronium howellii S.Watson: Sie kommt nur in Oregon und im nördlichen Kalifornien vor.[3]
- Erythronium idahoense H.St.John & G.N.Jones (Syn.: Erythronium grandiflorum var. idahoense (H.St.John & G.N.Jones) R.J.Davis, Erythronium grandiflorum subsp. candidum Piper, Erythronium grandiflorum var. candidum (Piper) Abrams): Sie gedeiht in Höhenlagen von 500 bis 1500 Metern in Idaho, Montana und Washington vor.[3][2]
- Japanischer Hundszahn (Erythronium japonicum Decne.): Er ist von Sachalin bis Japan, in Korea und im nordöstlichen chinesischen Provinzen Jilin sowie Liaoning verbreitet.[4]
- Erythronium klamathense Applegate: Sie gedeiht in Höhenlagen von 1200 bis 1900 Metern im südlichen Oregon und im nördlichen Kalifornien vor.[3][2]
- Erythronium krylovii Stepanov: Sie wurde 2011 aus Sibirien erstbeschrieben.[3]
- Erythronium mesochoreum Knerr: Sie gedeiht in Höhenlagen von 100 bis 700 Metern in den US-Bundesstaaten Arkansas, Illinois, Iowa, Kansas, Missouri, Nebraska, Oklahoma sowie Texas.[3][2]
- Erythronium montanum S.Watson: Sie ist im kanadischen südlichen British Columbia und in den US-Bundesstaaten Washington und Oregon verbreitet und gedeiht in Höhenlagen von selten 300 bis, meist 800 bis 2000 Metern.[3][2]
- Erythronium multiscapideum (Kellogg) A.Nelson & P.B.Kenn.: Sie gedeiht in Höhenlagen von 400 bis 1000 Metern im nördlichen Kalifornien.[3][2]
- Erythronium oregonum Applegate: Sie gedeiht in Höhenlagen von 0 bis 500 Metern und ist vom südlichen British Columbia über Washington bis ins nördliche Kalifornien verbreitet.[3][2]
- Erythronium pluriflorum Shevock, Bartel & G.A.Allen: Dieser Endemit gedeiht in Höhenlagen von 2300 bis 2600 Metern nur in Madera County in Kalifornien.[2]
- Erythronium propullans A.Gray: Sie gedeiht in Höhenlagen von etwa 300 Metern nur im südöstlichen Minnesota (nur Goodhue County sowie Rice County).[3][2]
- Erythronium purpurascens S.Watson: Sie gedeiht in Höhenlagen von 1500 bis 2700 Metern nur im nördlichen Kalifornien.[3][2]
- Erythronium pusaterii (Munz & J.T.Howell) Shevock, Bartel & J.A.Allen: Dieser Endemit gedeiht in Höhenlagen von 2100 bis 2500 Metern nur im kalifornischen Tulare County in der südlichen Sierra Nevada.
- Erythronium quinaultense G.A.Allen: Dieser Endemit gedeiht in Höhenlagen von 500 bis 900 Metern nur auf der südwestlichen Olympic-Halbinsel in Washington.[2]
- Erythronium revolutum Sm.: Sie kommt nur vom südwestlichen British Columbia über das westliche Washington sowie westliche Oregon bis ins nordwestliche Kalifornien verbreitet und gedeiht in einem 100 km breiten Streifen an der Pazifikküste in Höhenlagen von 0 bis 600, selten bis zu 1000 Metern.[2][1]
- Erythronium rostratum W.Wolf: Sie gedeiht in Höhenlagen von 0 bis 500 Metern in den USA.[2]
- Erythronium sajanense Stepanov & Stassova: Diese 2011 erstbeschriebene Art kommt nur im Gebiet von Krasnojarsk vor.[3]
- Erythronium shastense D.A.York, J.K.Nelson & D.W.Taylor: Die 2015 erstbeschriebene Art kommt im nördlichen Kalifornien vor.[3]
- Sibirischer Hundszahn (Erythronium sibiricum (Fisch. & C.A.Mey.) Krylov): Sie kommt vom südlichen Sibirien bis ins uigurische autonome Gebiet Xinjiang und bis zur Mongolei vor.[4]
- Erythronium sulevii (Rukšans) Stepanov (Syn.: Erythronium sibiricum subsp. sulevii Rukšans): Sie wurde 2007 aus Sibirien als Unterart erstbeschrieben und hat seit 2011 den Rang einer Art.
- Erythronium taylorii Shevock & G.A.Allen: Dieser Endemit gedeiht in Höhenlagen von 1300 bis 1400 Metern im kalifornischen Tuolumne County in der zentralen Sierra Nevada.[2]
- Erythronium tuolumnense Applegate: Sie gedeiht in Höhenlagen von 600 bis 1000 Metern in Kalifornien.[2]
- Erythronium umbilicatum C.R.Parks & Hardin: Sie ist mit zwei Unterarten in den südlichen sowie östlichen USA verbreitet.

## Nutzung
Es existieren eine Reihe von Kulturformen. Einige Sorten werden als Zierpflanzen verwendet.
Von einigen Arten werden Pflanzenteile roh oder gegart gegessen.

## Belege
Die Informationen dieses Artikels stammen aus:
- John Christopher Clennett: A taxonomic revision of Erythronium L. (Liliaceae). Phd-Thesis, Open University, Ardingly, U.K., 2006. Abstract.
- Geraldine A. Allen, Douglas E. Soltis, Pamela S. Soltis: Phylogeny and Biogeography of Erythronium (Liliaceae) Inferred from Chloroplast matK and Nuclear rDNA ITS Sequences. In: Systematic Botany, Volume 28, Issue 3, 2003, S. 512–523. doi:10.1043/02-18.1 (zurzeit nicht erreichbar) (Abschnitt Systematik)
- Geraldine A. Allen, Kenneth R. Robertson: Erythronium., S. 153 – textgleich online wie gedrucktes Werk, In: Flora of North America Editorial Committee (Hrsg.): Flora of North America North of Mexico. Volume 26: Magnoliophyta: Liliidae: Liliales and Orchidales, Oxford University Press, New York und Oxford, 2002. ISBN 0-19-515208-5
- Chen Sing-chi, Minoru N. Tamura: Erythronium., S. 126 – textgleich online wie gedrucktes Werk, In: Wu Zheng-yi, Peter H. Raven (Hrsg.): Flora of China, Volume 24 – Flagellariaceae through Marantaceae, Science Press und Missouri Botanical Garden Press, Beijing und St. Louis, 2000. ISBN 0-915279-83-5